# غزو الصحراء (إسرائيل)
غزو الصحراء هو مُصطلح يُشيرُ إلى الاستيطان في مكان مُقفر، إعادة إعماره، إزهاره وإحيائه. تستخدمُ الحركة الصهيونيّة هذا المُصطلح لوصف حالة التطوّر والازدهار التي جلبها اليهود معهم لأرض إسرائيل عندَ استيطانها. في بدايات الهجرة اليهوديّة إلى فلسطين، شاع وصف بيئتها بالصحراء وبالقفار، ليصيرَ مُصطلح "غزو الصحراء" تشبيهًا للاستيطان الصهيونيّ في أرض إسرائيل، في إشارة إلى التطوّر الثقافيّ، الصناعي، والاجتماعيّ التقدّمي الذي جلبته حركة الاستيطان معها من أوروبا والولايات المُتّحدة إلى الشرق الأوسط. يُشير مُصطلح غزو الصحراء إلى الارتباط الذي نشأ بين الإنسان والطبيعة، المُتمثِّل في العلاقة بين اليهوديّ الجديد وأرض إسرائيل، وهي علاقة قائمة على تفوّق الإنسان الصهيونيّ على الطبيعة، إذ يكونُ تحقيق قيم التقدّم، التحضّر والحداثة في المناطق المُقفرة مُمكنًا، فقط من خلال ترويض الطبيعة، إخضاعها وتسخيرها لتتناسب مع احتياجات الإنسان.

## الحاجة وراء غزو الصحراء
رَوَّجَ الصهاينة إلى رواية أنَّ طبيعة البلاد آلت إلى التدهور والخراب بسبب إهمال السكّان الغرباء عنها لها، وهي الرواية التي شَكَّلت واحدة من أحجار الأساس التي اعتمد عليها دافيد بن غوريون لتبرير احتلال الأرض عام 1948. ولكن، وعلى الرغم من النجاحات التي حققتها التنظيمات العسكريّة الصهيونيّة في وضع أياديهم على الأراضي وامتلاكها، إلّا أنَّهم لم يروا في مُلكيّة الأرض حَلًّا كافيًا لتحريرها (بالعبريّة: גאולת הקרקע، وتُلفظ: چِئُولَات هَكَركَع)، إذ طُرحت أمامهم مُشكلة إضافيّة تستلزم الحل بشكل جدّي وعاجل. رأت الصهيونيّة أنّه من غير المُمكن تحقيق الاستقلال، تحرير الأرض، ضمان الأمن فيها والهجرة إليها ما دامت الأرض في حالة قفار وخراب. استمدّت الصهيونيّة هذه الرؤية من اختلاف المناخ المحلّي عن ذلك الأوروبي، فمعظم المهاجرين في بداية العشرينيات جاءوا من دول أوروبا ذات المناخ البارد، الغابات الكثيفة، المياه الوافرة، والتي تتمتّع بالزراعة النشطة والعريقة. هذا الاختلاف وَلَّد خيبة أمل لدى المهاجرين اليهود عند لقائهم مع بيئة البلاد، الواقع اليوميّ للعمل الشاقّ فيها، الوحدة، شحّ الموارد، والتنافس عليها مع الفلسطينيّين. خيبة الأمل هذه استدعَت برأيهم الحاجة لغزو الصحراء وإزهار البيئة المحلّيّة لتُصبح مألوفةً أكثر للقادمين الجُدد.

## مراحل غزو الصحراء

### 1. الدعاية الصهيونيّة: الإيثوس الزراعيّ
يعتمد الإيثوس الزراعيّ الصهيونيّ على مُركّبات عديدة: التأسيس لليهوديّ الجديد، العودة للطبيعة، الريادة (بالعبريّة: החליצות، تُلفظ: هَحَليتسوت)، جمع الشتات (بالعبريّة: קיבוץ גלויות، تُلفظ: كيبوتس چالويُوت)، العودة لأرض إسرائيل وجلب التطوّر والحداثة إلى المناطق المُقفرة.
جَسَّدت الصهيونيّة أفكارها وأيديولوجيّاتها مثل غزو الصحراء والاستيطان اليهوديّ بواسطة وسائل الإعلام المُختلفة ومنظومة الإعلانات والدعاية التي امتلكتها، لتتحوّل هذه الأفكار إلى قيم مركزيّة في الخطاب العامّ لحركة الاستيطان في بداياتها، ممّا مهِّد الطريق لتحقيقها وترسيخها في الفترات اللاحقة. من ناحية، إنَّ مُجرَّد حيازة حركة الاستيطان لصناعة إعلانات كان بمثابة شهادة حيّة على ازدهار العمالة العبرية وعلى جلب التكنولوجيا من الغرب إلى أرض إسرائيل، ممّا دعمَ التصوّر بأنَّ الصهاينة هُم مُزهرِي الأراضي القاحلة.
من ناحية أُخرى، وَظَّفَت الحركة الصهيونيّة فَنّ الآيقونوجرافيا (الرمزيّة التصويريّة) لإنتاج نموذج أوّليّ مثالي لليهوديّ الجديد، بغرض تحويله إلى النموذج الذي يحتذي به، يطمح إله ويحاكيه جيل الشباب في تلك الأيام، ويكون محطّ إعجابهم وتقديرهم. وبالفعل، بنت المنظومة الدعائيّة الصهيونيّة صورة لليهودي الجديد باعتباره رائدًا (بالعبريّة: החלוץ، وتُلفظ: هَحالُوتس)، مُزارعًا، فلّاحًا، قويًّا جسديًّا، شُجاعًا، مُستقيمًا، مُحاربًا وفائزًا. هو اليهوديّ الذي يعمل في الأرض، يحرثها، يتحرّك في الحيّزات، يسيطرُ على المساحات ليعيدَ تشكيلها بما يتلاءَم مع صورته وهويّته الجديدة كوسيلة لإعداد الصحراء الفارغة والنائية ليأهلها اليهود الجُدد بعد أن انتظرت آلاف السنين من أجل تحريرها وتخليصها. كانت هذه الصورة التي نصَّبتها الحملات الدعائيّة كرمز للصهيونيّ المثالي الذي يُمثِّل عودة الشعب اليهوديّ إلى أرض أجداده، الاستيطان فيها وزراعتها.
إن ظهور شخصية الرائد (هَحالُوتس) الزراعي إلى جانب العامل الصناعي يُمثل رؤية المجتمع الجديد الذي سعت الحركة الصهيونية إلى إقامته في أرض إسرائيل: مجتمع صناعيّ حديث تسوده المُساواة الاجتماعيّة والطبقيّة، ويقودُه العمّال الصناعيّين والزراعيين.

### 2. تغيير المشهد البيئيّ
نتجَ عن اصطدام اليهوديّ الأوروبيّ بالمشهد البيئيّ الغريب عنه في فلسطين تشكّل رُؤية تُعادي هذا المشهد وترى بوجوب مُحاربته، بل وتسعى إلى تغييره، وقد كان صندوق الكيرن كييمت هو الأداة الأمينة والناجعة التي وثقت فيه حركة الاستيطان لتحقيق ذلك وإزهار الصحراء. بالتالي، عمل الصندوق على إنشاء أراضٍ زراعيّة، التحريج وتجفيف المُستنقعات بهدف تشكيل الفضاء الصهيونيّ ومُلاءمته للصورة الرومانسيّة عن أرض إسرائيل التي تبرزُ فيها الحقول، القُرى والغابات كمساحات مثاليّة للحياة- النقيض التامّ لما تُمثِّله الصحراء بألوانها القاتمة.
وقد استمرّ هذا النهج لما بعد السنوات الأُولى لقيام دولة إسرائيل، حيث تنوّعت مجالات العمل في الزراعة والصناعة، التي حقّقتْ إيثوسات الماضي لشكل حياة الرائد في المُجتمع الإسرائيليّ الحديث. انعكس ذلك في مجموعة الصور من الحياة اليوميّة والواقعيّة للإسرائيليّ التي صاحبت شعارات مثل "احتلال الأرض" و"احتلال العمل"، التي ضمَّت صُوَرًا للأخاديد المحروثة، البساتين، نباتات أرض إسرائيل، البرتقال وحزم القمح.

### 3. التمدّن
شملت عمليّة "غزو الصحراء" إقامة بلدات في الصحراء القاحلة الخالية التي يدّعي اليهود أنّ أرض إسرائيل كانت عليها. مع هجرة اليهود من ألمانيا في سنوات الثلاثينات، تطوّرت علاقة أكثر عقلانيّة مع الطبيعة حيثُ تعزّز إيثوس التطوير، التنمية والتمدّن، الذي دعى إلى إحداث تغيير في البيئة ولكن بوسائل أكثر حداثة، تتجلّى بالأساس في عمليّات بناء المُدن. تتماشى فكرة الانتقال هذه إلى مُجتمع حديث مع التصوّر العالمي في القرن التاسع عشر الذي رأى بالحداثة حلًَّا لكل مشاكل المُجتمع.